# Hiệp hội Phát thanh Truyền hình châu Á-Thái Bình Dương
Hiệp hội Phát thanh Truyền hình châu Á -Thái Bình Dương viết tắt là ABU, tên tiếng Anh (Asia - Pacific Broadcasting Union) được thành lập năm 1964. Đây là tổ chức phi chính phủ.

## Mục đích
Hỗ trợ phát thanh, truyền hình trong khu vực; tổ chức các hoạt động chung giữa các thành viên; cung cấp dịch vụ cho các thành viên (trao đổi thông tin, chương trình, tư vấn về kĩ thuật, dịch vụ...)

## Hoạt động
Các hoạt động của ABU bao gồm:
- Trao đổi tin tức truyền hình vệ tinh (Asiavision)
- Cùng nhau sản xuất và trao đổi các chương trình truyền hình.
- Tham gia đàm phán với các chính quyền và tổ chức các sự kiện thể thao.
- Triển khai các dịch vụ kỹ thuật, lập trình và quản lý dịch vụ tư vấn.
- Hỗ trợ các thành viên về quyền tác giả và các vấn đề pháp lý
- rights-free content acquisition for developing countries
- Làm đại diện cho các thành viên trong diễn đàn quốc tế
- Phối hợp để tạo ra các dải tần số cho các đài truyền hình
- Tổ chức các buổi hội thảo, hội thảo và đào tạo các khóa học
- Trao giải thưởng cho các đài phát thanh và các chương trình truyền hình (Giải thưởng ABU)
- Tổ chức cuộc thi Robocon cho sinh viên kĩ thuật của các nước thành viên
- Ra các ấn phẩm về ABU

ABU có các hoạt động chặt chẽ với các thành viên trong khu vực, các đài phát sóng khác trên thế giới. Tham gia các vấn đề quan tâm, liên kết với nhiều các tổ chức quốc tế khác để trao đổi thông tin về việc phát triển mới nhất trong phát sóng, thực hiện các hoạt động để cải thiện các kỹ năng và công nghệ phát sóng của các thành viên. Khuyến khích các hoạt động phù hợp với các tiêu chuẩn kỹ thuật, phát sóng trong khu vực.

## Thành viên
ABU có hơn 150 thành viên ở 55 nước, trong đó có những thành viên liên kết ở châu Âu và Bắc Mĩ. Thành viên phải là các tổ chức phát thanh, truyền hình được chính phủ cho phép hoạt động, cung cấp chương trình tự do cho công chúng, vv. Cá nhân không thể là thành viên.
Việt Nam là thành viên từ 1976.

## Cơ cấu tổ chức
Hội đồng Hành chính (Hội đồng Giám đốc) được bầu với nhiệm kì 2 hoặc 3 năm tại phiên họp của Đại hội đồng; Ban Thư ký đứng đầu là tổng thư ký.

## Chương trình
Hiện tại có 2 chương trình là ABU TV Song Festival và ABU Radio Song Festival, nhưng năm 2016, đài SBS đã có ý định sẽ tổ chức 1 cuộc thi tên là Eurovision Asia Song Contest và năm 2018 sẽ là năm đầu tiên cho sự kiện đã có từ hơn 60 năm trước tại châu Âu.